# Stylidium lateriticola
Stylidium lateriticola är en tvåhjärtbladig växtart som beskrevs av K.F. Kenneally. Stylidium lateriticola ingår i släktet Stylidium och familjen Stylidiaceae. Inga underarter finns listade i Catalogue of Life.